# Autoroute A63
L’autoroute A 63 è un'autostrada francese che collega la città di Bordeaux alla Spagna. Da Pessac, dove si trova l'incrocio con l'A630, si dirige a sud-ovest. Dopo aver servito le città di Bayonne, Anglet e Biarritz termina al confine sul fiume Bidasoa, da dove viene continuata dall'AP-8.